# 沙利·奧斯簡
沙利·奧斯簡（土耳其語：Salih Özcan；1998年1月11日—），是一名土耳其的職業足球運動員，司職中場，現效力于德甲球隊多特蒙德。

## 俱乐部生涯
厄兹詹出生在德国，但他是土耳其裔。厄兹詹在科隆足球俱乐部的青年系统中度过了他的大部分青年生涯。他首次在科隆的一场对阵沙尔克04的比赛中亮相，时间是2016年9月。在2017-18赛季期间，他一直在中场担任主力。他在2018年9月2日对阵圣保利足球俱乐部的比赛中打入了他在德甲联赛的首个进球。
2017年，厄兹詹荣获了代表德国最佳U19球员的弗里茨·瓦尔特奖。
2019年8月23日，厄兹詹租借加盟荷尔斯泰因基尔，合同持续到2019-2020赛季结束。
2021年6月29日，尽管有可能转会的猜测，但俱乐部宣布厄兹詹与科隆签署了一份新的两年合同。
2022年5月23日，有报道称厄兹詹将加盟多特蒙德足球俱乐部参加2022-2023赛季，并与该俱乐部签署了一份为期至2026年的合同。德国体育杂志《踢球者》估计转会费为500万欧元。

## 国家队生涯
厄兹詹有资格代表土耳其和德国国家队，他曾为德国的青年队效力。
2022年3月25日，厄兹詹被土耳其国家队主教练斯特凡·昆茨征召。他在2022年3月29日对阵意大利的友谊赛中首次亮相，比赛以德国队2-3落败结束。

## 外部連結
- Salih Özcan （页面存档备份，存于） on worldfootball.net